# Webster County (Georgia)
Das Webster County ist ein County im Bundesstaat Georgia der Vereinigten Staaten. Der Verwaltungssitz (County Seat) ist Preston.

## Geographie
Das County liegt im mittleren Südwesten von Georgia, ist im Westen etwa 45 km von Alabama entfernt und hat eine Fläche von 545 Quadratkilometern, wovon zwei Quadratkilometer Wasseroberfläche sind, und grenzt im Uhrzeigersinn an folgende Countys: Sumter County, Terrell County, Randolph County, Stewart County und Marion County.

## Geschichte
Webster County wurde am 16. Dezember 1853 als 103. County von Georgia aus Teilen des Stewart County gebildet. Benannt wurde es nach Daniel Webster.

## Demografische Daten
Laut der Volkszählung von 2010 verteilten sich die damaligen 2799 Einwohner auf 1119 bewohnte Haushalte, was einen Schnitt von 2,50 Personen pro Haushalt ergibt. Insgesamt bestehen 1523 Haushalte.
70,4 % der Haushalte waren Familienhaushalte (bestehend aus verheirateten Paaren mit oder ohne Nachkommen bzw. einem Elternteil mit Nachkomme) mit einer durchschnittlichen Größe von 3,00 Personen. In 34,4 % aller Haushalte lebten Kinder unter 18 Jahren sowie in 28,8 % aller Haushalte Personen mit mindestens 65 Jahren.
27,6 % der Bevölkerung waren jünger als 20 Jahre, 28,6 % waren 20 bis 39 Jahre alt, 29,3 % waren 40 bis 59 Jahre alt und 21,7 % waren mindestens 60 Jahre alt. Das mittlere Alter betrug 41 Jahre. 48,7 % der Bevölkerung waren männlich und 51,3 % weiblich.
54,0 % der Bevölkerung bezeichneten sich als Weiße, 42,3 % als Afroamerikaner und 0,3 % als Asian Americans. 2,4 % gaben die Angehörigkeit zu einer anderen Ethnie und 1,0 % zu mehreren Ethnien an. 3,5 % der Bevölkerung bestand aus Hispanics oder Latinos.
Das durchschnittliche Jahreseinkommen pro Haushalt lag bei 37.072 USD, dabei lebten 22,4 % der Bevölkerung unter der Armutsgrenze.

## Orte im Webster County
Im County liegen die gemeindefreien Gebiete Preston und Weston. Preston besaß Stadtrecht von 1857 bis 2009 und ist der County Seat. Bei der letzten Volkszählung vor dem Verlust des Stadtstatus im Jahr 2000 besaß Preston 453 Einwohner.